# Roskarl
Roskarl (Arenaria interpres) är en vadarfågel i familjen snäppor som tillsammans med den nordamerikanska svart roskarl bildar släktet Arenaria. Den har en vid utbredning runt om Arktis samt i norra Europa och kan under flyttning och vintertid ses vid nästan alla kuster i världen. Den minskar i antal och kategoriseras av IUCN som nära hotad. I Sverige är populationsutvecklingen dock så pass negativ att den numera kategoriseras som starkt hotad.

## Utseende och läte

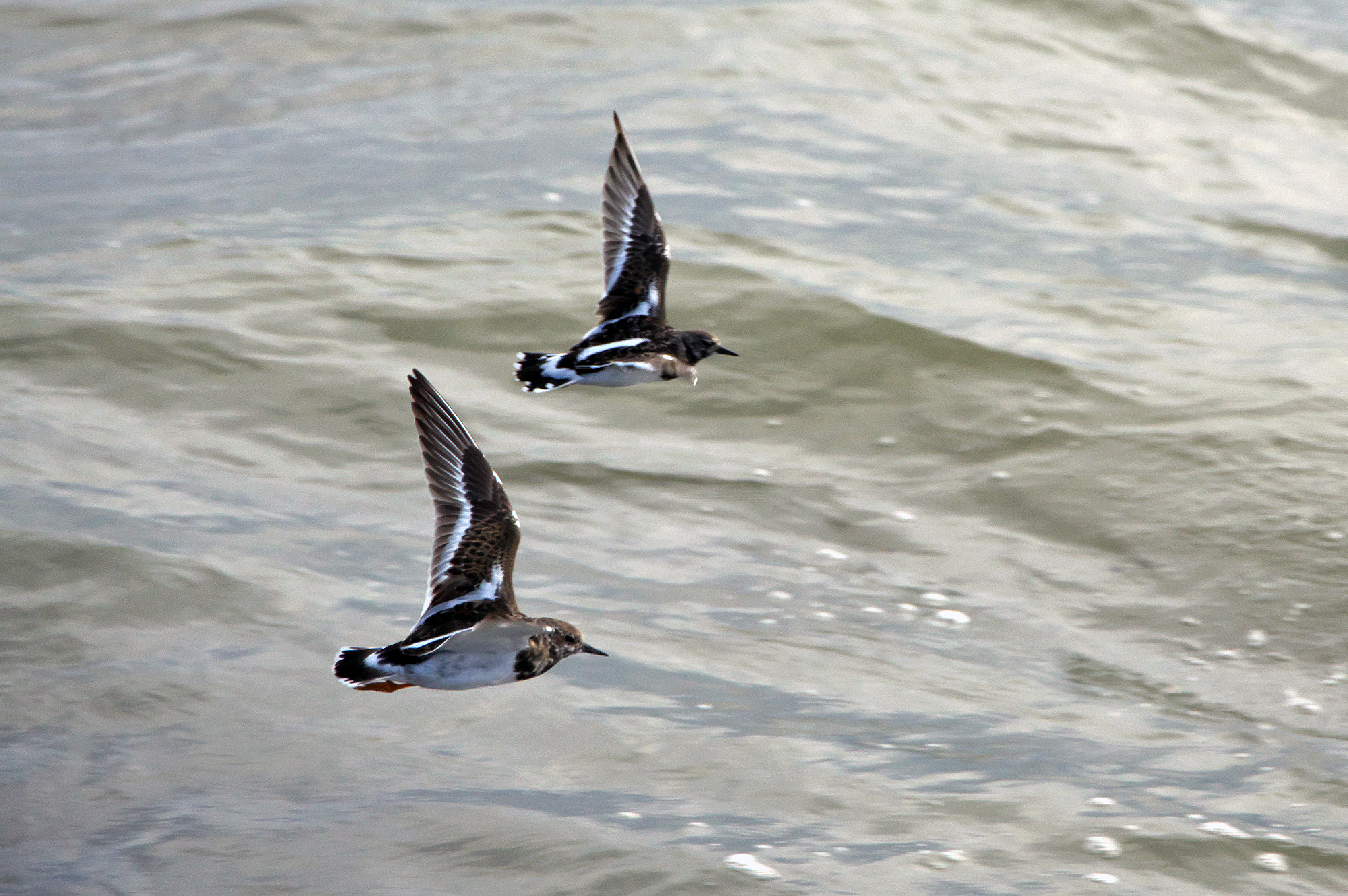
Flygande roskarlar interpres i vinterdräkt i oktober.

Roskarlen är 22–24 centimeter lång och har ett vingspann på 43–49 centimeter. Den är kraftigt byggd med kort hals och kort stark näbb. I sommardräkt är den brokig med svartvitt huvud, rödbrun rygg, vit undersida och röda ben. Den enklare vinterdräkten är brun ovantill och vit undertill. Juvenilen är färgad ungefär som adult fågel i vinterdräkt. Utseendet är karaktäristiskt när den flyger, med vita fläckar på rygg, vingar och stjärt.
Locklätet är ett staccatoartat "tuck-a-tuck-tuck" samt ett kort "k(l)ju". Varningslätet och sången är lika, ett accelererande "kjävi-kjävi-vitt-vitt-vitt-vitt-vitt-vitt."

## Utbredning och systematik
Roskarlen har cirkumpolär utbredning och häckar runt om Arktis. Den flyttar mycket långt och övervintrar så långt söderut som på Sydafrikas och Australiens kuster. Den är därmed vanlig vid kuster nästan överallt i världen. 
Man brukar dela upp roskarlen i två underarter, med följande utbredning:
- vanlig roskarl[5] Arenaria interpres interpres – nominatformen häckar i de norra delarna av Eurasien, i nordvästra Alaska, på Grönland och på öarna Axel Heibergs ö och Ellesmereön i arktiska Kanada.
- Arenaria interpres morinella – häckar i nordöstra Alaska och större delarna av arktiska Kanada.

I Europa har roskarlen ganska begränsad utbredning och häckar främst vid Norges atlantkust och vid Östersjöns kuster i Sverige, Finland och Estland.

### Förekomst i Sverige
Roskarlen häckar utmed Östersjökusten från Blekinge till Norrbotten samt på Öland och Gotland. Enstaka häckningar sker också i Vänern. Fram till 1995 häckade den även sällsynt vid Sveriges västkust, liksom i Skåne där endast en häckning konstaterats under 2000-talet. Den flyttar med början i juli och ända fram till september i sydvästlig riktning till övervintringslokaler i norra och västra Afrika. Till Norden återkommer den i början av maj.

### Släktskap
Roskarlen och dess systerart svart roskarl som enbart förekommer i västra Nordamerika är tillsammans systergrupp till småvadarna i släktet Calidris.

## Ekologi

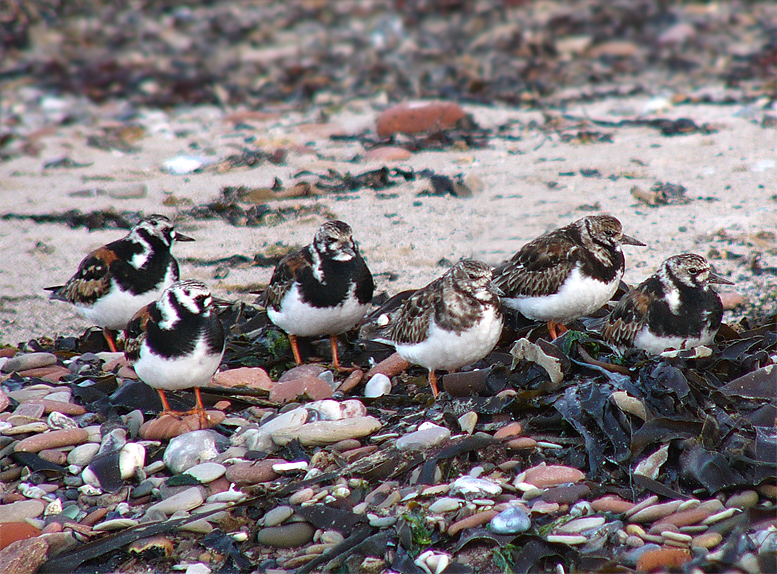
En flock med roskarlar interpres i olika dräktstadier.

### Biotop
Roskarlen häckar i arktiska områden och lever nästan uteslutande vid kuster där den föredrar steniga stränder framför sandstränder. Roskarlen kan ofta ses tillsammans med skärsnäppor, och i Sverige oftast med måsar och tärnor. 

### Föda

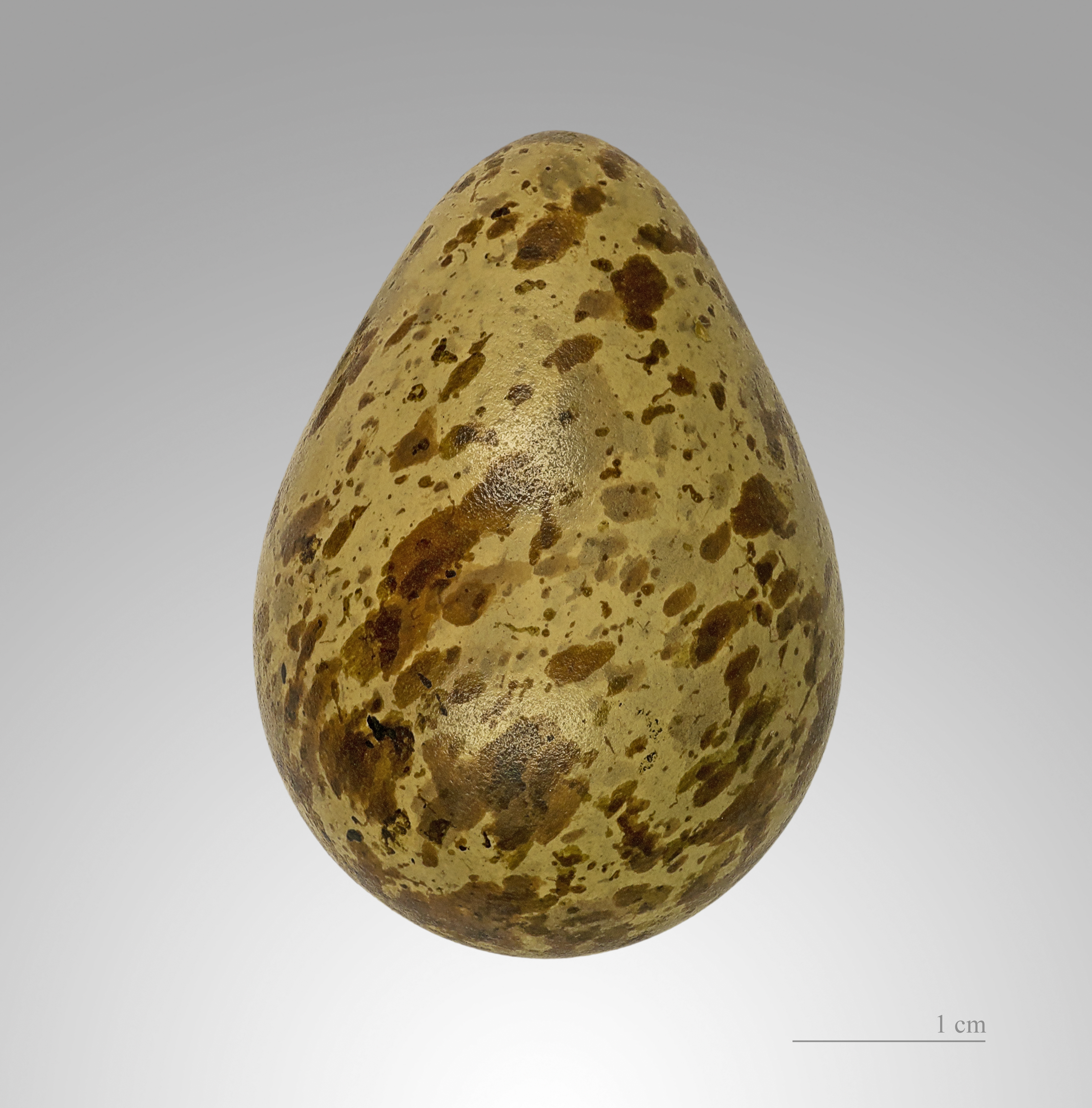
Ägg av roskarl ur Muséum de Toulouses samling.

Roskarlen har en varierad diet som omfattar as, ägg och växtmaterial, men främst lever den av ryggradslösa djur. Insekter är en viktig näringskälla under häckningssäsongen och den tar också kräftdjur, blötdjur och maskar. Den födosöker oftast i strandlinjen och ofta i flock. Den är stark och kan vända på stenar för att söka efter föda.

### Häckning
Samma par brukar återvända till samma häckningsplats år efter år. Boet placeras ofta mitt inne i en mås- eller tärnkoloni. Ofta placeras det lite dolt i växtlighet eller bland stenar, men det kan också ligga helt öppet. Den lägger i genomsnitt tre till fyra ägg, som ruvas av båda föräldrarna i drygt tre veckor. Ungarna lämnar boet snabbt efter kläckningen och blir flygfärdiga efter cirka tre veckor.

## Roskarlen och människan

### Status och hot
Roskarlen har ett mycket stort utbredningsområde och en stor population uppskattad till 750 000–1 750 000 häckande individer. Den minskar dock i antal och kategoriseras därför sedan 2024 som nära hotad av internationella naturvårdsunionen IUCN. Arten hotas av habitatförlust och degradering, illegal jakt, störningar och möjligen försämrad häckningsframgång till följd av klimatförändringar. I Europa tros det häcka 35 900–77 100 par.

#### Status i Sverige
Beståndet i Sverige har minskat sedan 1970-talet och en kraftigt minskning har observerats på flera platser under senare tid. Under de senaste 30 åren har beståndet minskat med hela 60–90 %, de senaste tio med 40–60 %. Idag uppskattas populationen till cirka 1 900 par. En orsak kan vara att tillgången på öppna stränder utan växtlighet minskat när det blivit mindre vanligt att hålla betande djur i de skärgårdsmiljöer där roskarlen brukar häcka. En annan orsak kan vara klimatförändringar. Roskarl kategoriseras som starkt hotad (EN) i Sverige.

### Namn
Fågelns vana att vända på stenar har givit dess namn på flera språk, till exempel steinvender på norska och turnstone på engelska. Det svenska namnet roskarl kommer av att fågeln är "rosig", det vill säga färggrann. Roskarl kallades förr i östra skärgården för wittring, i Kalmar för hötrick eller hötring, på Fårö för rikabolt, i norra Sverige för kutterutt och på samiska för goattekollas. August Malm kallade fågeln för höttring i sin bok om Göteborgs och Bohusläns fauna från 1877.
Roskarlens vetenskapliga artnamn bygger på en dubbel missuppfattning. När Linné besökte Gotland 1741 trodde han att gotländska tolk syftade på roskarlen, varefter han gav roskarlen det vetenskapliga namnet interpres, latin för just "tolk". I själva verket kallades rödbenan tolk av gutarna, och då syftande på benen (samma innebörd som exempelvis "stjälk").

### Bilder

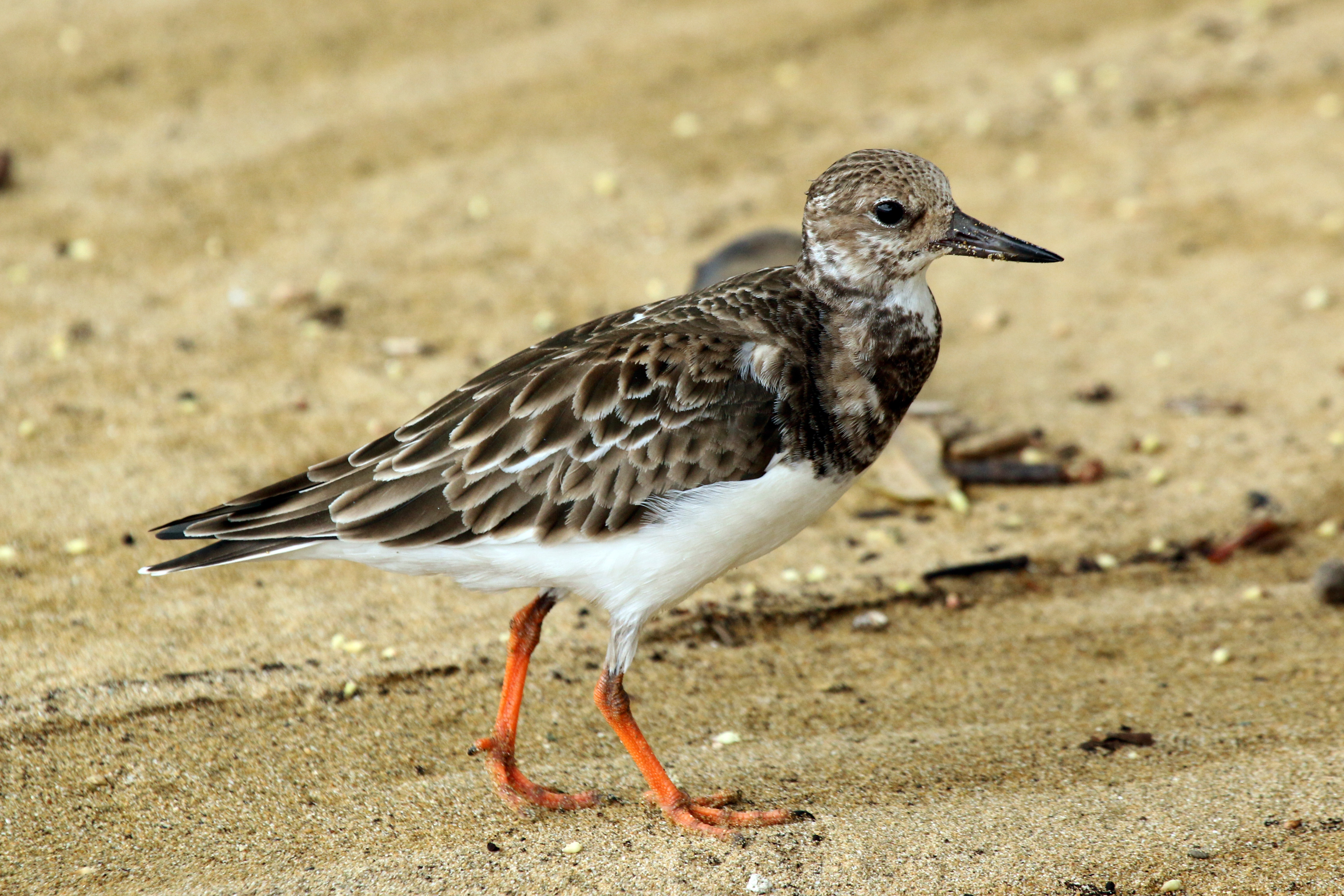
Roskarl morinella, i vinterdräkt, i december på Tobago.
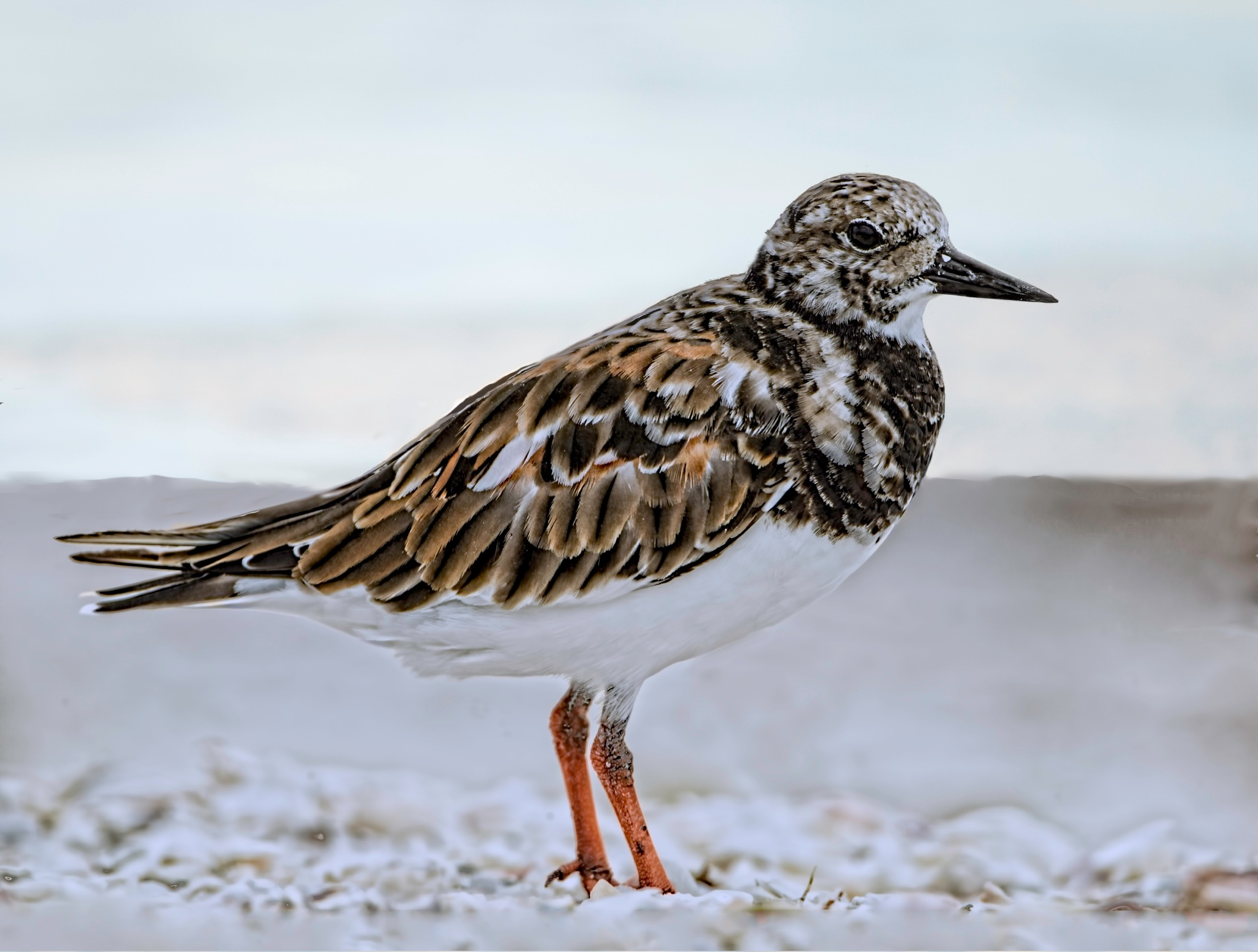
Roskarl interpres i september på Marco Island, Florida.
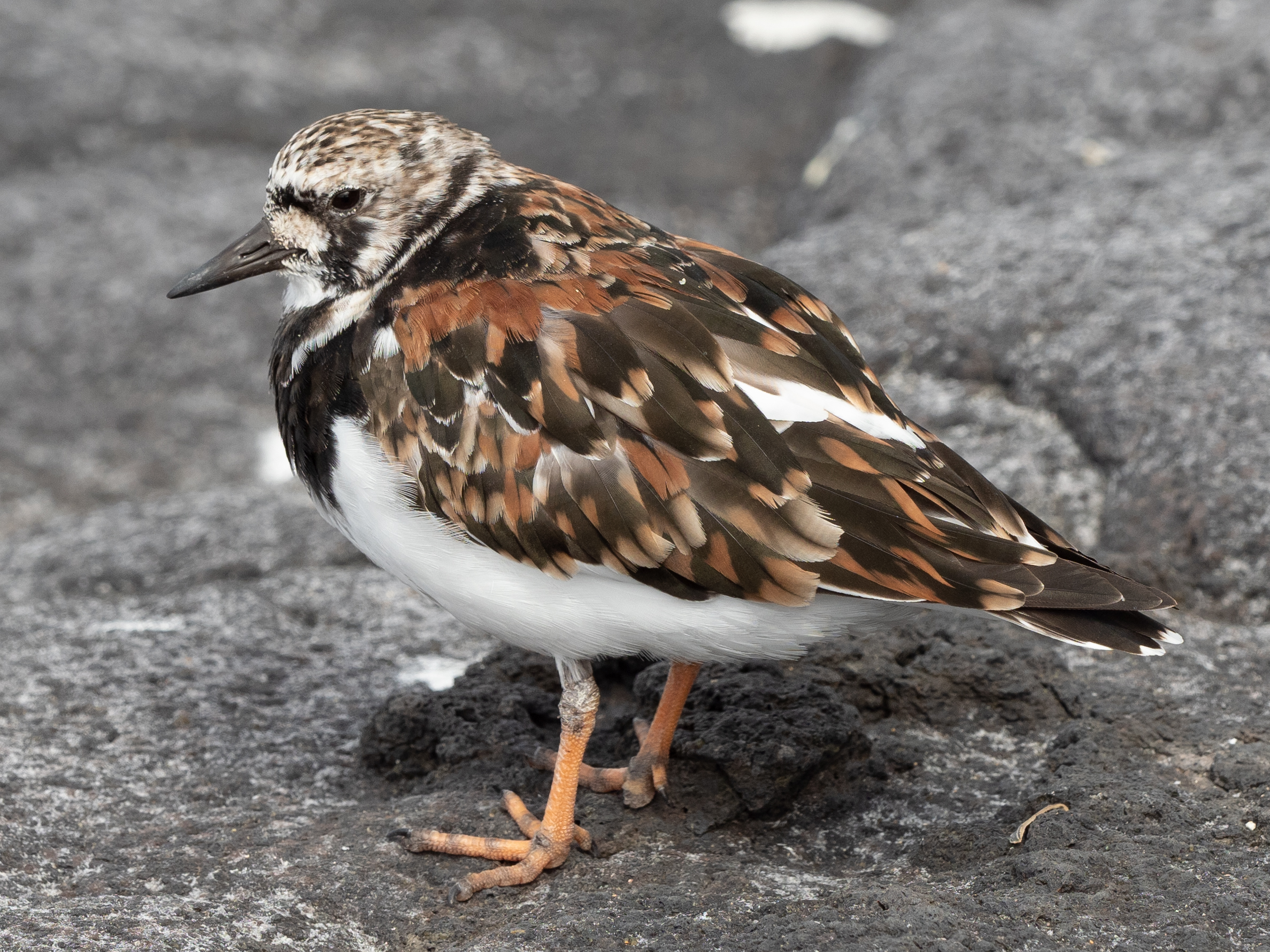
Ruggande roskarl i mars på Gran Canaria.